# PGC 1385855
LEDA/PGC 1385855 ist eine spiralförmige Radiogalaxie im Sternbild Widder auf der Ekliptik. Sie ist schätzungsweise 645 Millionen Lichtjahre von der Milchstraße entfernt und hat eine Ausdehnung von etwa 120.000 Lichtjahren. Vom Sonnensystem aus entfernt sich das Objekt mit einer errechneten Radialgeschwindigkeit von näherungsweise 14.400 Kilometern pro Sekunde.
Im selben Himmelsareal befinden sich unter anderem die Galaxien NGC 1024, PGC 90628, PGC 1386292, PGC 1386658.